# A Way Out
A Way Out è un videogioco action-adventure del 2018, sviluppato da Hazelight Studios e pubblicato da Electronic Arts per PlayStation 4, Xbox One e Microsoft Windows.
Pubblicato sotto il programma EA Originals, il gioco è il secondo titolo diretto da Josef Fares dopo Brothers: A Tale of Two Sons (2013) e, a differenza del precedente, può essere giocato esclusivamente in modalità cooperativa in split screen.
Dopo due settimane dalla pubblicazione, il gioco ha venduto ufficialmente un milione di copie.

## Trama
È il 1972 e i protagonisti della vicenda sono due carcerati: Vincent Moretti e Leo Caruso. Entrambi sono finiti in cella a causa di un loro ex complice: Harvey, capo della malavita latino-americana.
Vincent viene condotto, da un camion di deportazione, nel penitenziario dove risiede il co-protagonista, Leo, da 6 mesi. Vincent salva Leo da un sicario di Harvey, in una rissa nel cortile della prigione innescata da quest'ultimo. Dopo l'intervento dei secondini, si verifica un'altra rissa nella mensa del carcere. Questa volta, il sicario e i detenuti che prendono parte alla rissa sono armati e, alla fine del combattimento, il sicario di Harvey uccide un poliziotto e Leo e Vincent vengono spediti in infermeria.
Leo ha in mente un piano elaborato per evadere: agendo di notte, dovrà tagliare le sbarre di una mini-cella dietro il gabinetto della sua cella di detenzione, servendosi di uno scalpello. Vincent aiuta Leo a prendere lo scalpello, distraendo l'infermiera ed una guardia, mentre Leo compie il suo interesse. Dopo aver posizionato lo scalpello al bordo di una finestra, i due discutono in cortile e decidono di aiutarsi a vicenda per evadere dal carcere e stanare Harvey. Dopo essersi recati da un amico di Leo, i due riescono a fingersi lavoratori del penitenziario e a prendere dei lenzuoli da usare come corda. La stessa sera, la coppia mette in atto il suo piano: attraversando le fogne e le mura del penitenziario, i due si fanno largo tra i secondini e con la corda, riescono a scalare un faro su una torre di guardia.
Dopo essere evasi dal penitenziario, i due vengono inseguiti dai secondini e dalla polizia locale, riuscendo a fuggire con successo, dopo una corsa nella vegetazione ed un rafting tra i flutti di un fiume impetuoso, a bordo di un fragile gozzo.
Leo, durante una pausa, spiega che Harvey lo aveva venduto a seguito del furto dell'Orlov nero, uccidendo il compratore e fuggendo con i soldi e il gioiello. A sua volta, Vincent racconta di essere impiegato in una banca assieme al fratello, suo collega; Harvey voleva controllare il traffico illegale di soldi all'interno della banca, così da assicurarsi grossa parte dell'interresse bancario, ma il fratello di Vincent si rifiutò di aiutarlo: in tutta risposta, Harvey uccise il fratello di Vincent per avvertimento.
A questo punto i due raggiungono la moglie e il figlio di Leo: Linda e Alex, con cui riesce ad appianare i rapporti.
Dopo l'incontro, i due raggiungono un cantiere dove cercano Ray, socio di Harvey, per farsi dire dove si trova il mafioso. Dopo un rocambolesco inseguimento sui tetti del cantiere e su una gruu, Vincent e Leo riescono a catturare il complice di Harvey. Sotto tortura, Ray confessa che Harvey si trova in Messico. I due, allora, rapinano una stazione di servizio per procurarsi i soldi necessari per l'acquisto delle armi necessarie per la missione.
I due si recano da una donna afro-americana che non prende in simpatia Vincent (gli punta contro una pistola). Per farsi rispettare, Vincent le toglie di mano la pistola e la rompe. Leo e Vincent scelgono delle armi. Dopo la loro ritirata, la donna avvisa Harvey - che nel frattempo stava cercando di vendere l'Orlov nero a due arabi, a cui ha successivamente sparato - che Moretti e Caruso stanno venendo a prenderlo. Harvey, allora, raduna un esercito mafioso di Messicani.
Vincent viene a sapere che sua moglie, Carol, sta partorendo. Appena appresa la notizia, un sicario di Harvey, armato di pistola silenziata, attacca Leo e Vincent, i quali riescono a strangolarlo con un laccio. Successivamente, i due evasi raggiungono l'ospedale dove si trova Carol, che ha appena partorito una bambina.
Dopo una commovente riunione tra Vincent, Carol e la piccola, la polizia irrompe nell'ospedale e i due ricercati scappano, affrontando una rocambolesca fuga, avvantaggiati dal fatto che è vietato sparare in un ospedale. Dopo essere fuggiti su di un'auto, raggiungono Emily: la pilota che li porterà in Messico.
Calatisi col paracadute in una foresta messicana tanto vasta quanto affascinante, dopo un'eccitante e incredibile sparatoria a Villa Harvey, Leo riottiene l'Orlov ed insieme a Vincent, uccide Harvey.
Tornati a casa, i due vengono circondati dalla polizia e, a quel punto, Vincent confessa che lui è un poliziotto infiltratosi nel penitenziario per poter risalire ad Harvey e vendicare il fratello, ucciso dal primo con un colpo di pistola alla testa, quando questi si era finto il compratore dell'Orlov Nero, durante un'operazione di polizia. Intanto la polizia recupera la gemma dalle tasche di Leo.
Furioso, Leo prende Vincent in ostaggio e fugge in auto. Dopo un incidente, nel quale la macchina finisce in un fiume, Vincent si libera e Leo fugge su di una barca, seguito dal poliziotto che spara alla barca da un elicottero e, quando questa esplode, insegue Leo all'interno di un capannone. Inizia una sparatoria che si conclude con i due, esanimi dopo una caduta, sul tetto di un edificio.
I due ingaggiano un combattimento, nonostante la carenza di forze. A corto di salute, i due potranno cercare di raggiungere l'ultima arma rimasta sul tetto su cui si stanno scontrando. A seconda di chi la raggiunge, si determina il finale.

### Finale di Vincent
Dopo aver raggiunto la mitraglietta MP5, Vincent spara in pieno petto a Leo, il quale cade a terra e, morente, esala il suo ultimo respiro. Lasciate le condoglianze alla moglie di Leo, Vincent si reca dalla moglie Carol, riferendole circa il suo congedo dalla Polizia.

### Finale di Leo
Dopo aver raggiunto la mitraglietta MP5, Leo spara in pieno petto a Vincent, il quale cade a terra e, prima di esalare il suo ultimo respiro, consegna una lettera destinata alla moglie Carol. Dopo aver raccolto la lettera dalla mano del morente Vincent, Leo bussa alla porta di Carol e lascia a terra la lettera, per poi andare via. Carol legge la lettera e, tenendo la figlia in braccio, chiude la porta di casa.
Tornato dalla moglie Linda e dal figlio Alex, Leo si trasferisce in un altro Paese con la sua famiglia, mentre l'intero corpo di Polizia - compresa Emily - partecipa al funerale di Vincent.

## Modalità di gioco
A Way Out è giocabile esclusivamente in modalità cooperativa per due giocatori, ognuno dei quali prenderà il comando di uno dei due protagonisti. In locale tramite due joypad collegati alla stessa console, o in remoto, tramite connessione internet. In quest'ultima modalità è sufficiente che solo il giocatore ospitante sia in possesso della copia del gioco, mentre il giocatore ospitato potrà scaricare gratuitamente i contenuti necessari alla partecipazione.

## Sviluppo
A Way Out è stato sviluppato da Hazelight Studios, un piccolo team svedese di sviluppatori guidato dal regista Josef Fares. Quest'ultimo e diversi membri del suo team hanno già lavorato in passato al titolo Brothers: A Tale of Two Sons di Starbreeze Studios. La produzione del gioco è iniziata nella seconda metà del 2014, con l'idea di voler creare un gioco cooperativo unico e diverso. Di conseguenza, il team non ha optato per il tradizionale formato cooperativo di drop-in e drop-out, messo in risalto principalmente nei giochi cooperativi tradizionali, ma per un gioco completo che deve essere giocato in cooperazione con un altro giocatore. Secondo Fares, il gioco è stato il progetto che lo ha appassionato di più, tanto da aver cancellato lo sviluppo di un suo film per dedicare più tempo al gioco. A Way Out utilizza il motore grafico Unreal Engine 4.
Nonostante si focalizzi soprattutto sulla modalità multiplayer, il videogioco è stato descritto come una "avventura emotiva". Di conseguenza, i filmati saranno presenti anche durante il gioco online, per garantire che i giocatori possano comprendere la storia dell'altro personaggio. A Way Out presenta una vasta gamma di sequenze diverse, dallo stealth alla guida, per garantire che i giocatori siano spesso presenti a diverse situazioni e che, in generale, rendano il gioco e i suoi personaggi più interessanti. Per rendere i due protagonisti più realistici, il team ha assicurato che Leo e Vincent hanno personalità distinte e che hanno opinioni e risposte diverse quando interagiscono con il mondo del gioco. Fares Fares, attore svedese-libanese e fratello maggiore di Josef Fares, interpreta Leo.
Il titolo fa parte del programma EA Originals di Electronic Arts, dedicato al finanziamento di piccoli giochi indipendenti. La partnership si è concretizzata quando Patrick Söderlund, vicepresidente esecutivo di Electronic Arts, ha contattato personalmente Fares per collaborare con lui, dopo essere stato colpito da Brothers: A Tale of Two Sons. EA ha offerto 3,7 milioni $ per lo sviluppo del gioco e ha dato a Fares e alla sua squadra il completo controllo creativo sullo sviluppo del gioco. Secondo Fares, tutte le entrate derivanti dalle vendite del gioco torneranno a Hazelight. La formazione di Hazelight Studios e la partnership tra Hazelight e EA è stata ufficialmente svelata ai The Game Awards 2014. Il titolo e il gameplay del gioco sono stati rivelati all'Electronic Entertainment Expo 2017, durante la conferenza stampa di EA.

## Accoglienza
A Way Out è stato accolto molto positivamente dalla comunità. Con una valutazione molto positiva su Steam. IGN Italia ha assegnato al gioco 85. Everyeye ha assegnato al gioco 90. Il The Washington Post ha assegnato al gioco un 90.
| Steam                | Molto positiva |
| IGN Italia           | 85/100         |
| Everyeye.it          | 90/100         |
| The Washington Post  | 90/100         |
| Playstation Universe | 85/100         |
| Multiplayer.it       | 82/100         |